# Миллер, Марк
Марк Миллер (англ. Mark Miller; 20 ноября 1924 — 9 сентября 2022) — американский сценический и телевизионный актёр и писатель, сыгравший главную роль в более 200 кинокартин и более сорока раз участвовавший в телевизионных программах и фильмах, начиная с 1953 года. Наиболее известен ролью Билла Хутена в Guestward, Хо!, Джимма Нэша в сериале Please Don’t Eat the Daisies и Элви в собственном фильме, Savannah Smiles.

## Биография
Миллер родился в Хьюстоне, штат Техас. В 1952 году окончил Нью-Йоркскую Американскую академию драматических искусств. После окончания академии был отправлен в театр Род-Айленда, где начал длительную карьеру, выступая на сцене и на телевидении.
В период с 1960 по 1961 снялся с Джоэнн Дрю, Джей Кэррол Нэйш, и Флипом Марком в ситкоме ABC, Guestward, Hо!, истории о Нью-Йоркской семье Хутенов, которая переезжает в Нью-Мексико, чтобы работать на ранчо.
Миллер снялся в многочисленных сериалах, включая вестерн NBC, The Tall Man, с Барри Салливаном и Клу Гулагерь. Также участвовал в съёмках фильма Youngblood Hawke (1964).

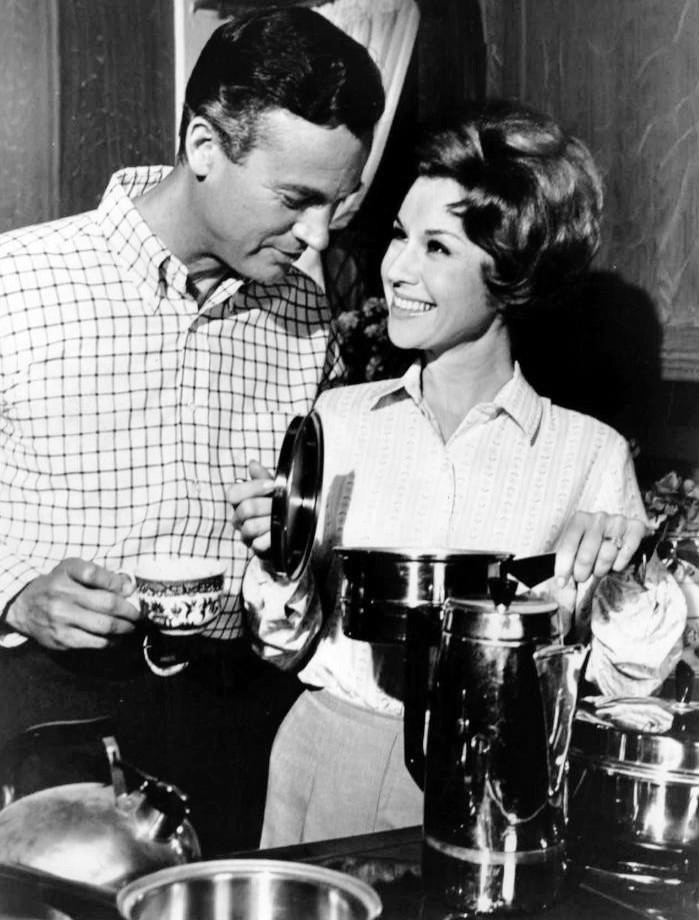
Миллер и Пэт Кроули в Please Don’t Eat the Daisies (1966)

В период с 1965 по 1966 он играл роль профессора Джимма Нэша, одну из главных ролей наравне с Патрисией Кроули, в сериале Please Don’t Eat the Daisies, снятый по мотивам фильма Дорис Дэй.
Также появлялся в многочисленных телевизионных шоу, таких как «Дымок из ствола», The Millionaire, «Доктор Маркус Уэлби», «Шоу Энди Гриффита», «Главный госпиталь» и I Dream of Jeannie. Он также снялся в серии «I Dream of Genie» сериала «Сумеречная зона».
В период с 1969 по 1970 гг Миллер сыграл роль сообщника в сериале The Name of the Game и в 1962 году снялся в серии «Апекс» телесериала «Альфред Хичкок представляет», в которой играет роль распутного мужа, намеревающегося убить жену, но по природе своей неспособного совершить преступления. В 1973 году в эпизоде появился в эпизоде «Смерть по рецепту» сериала Грифф. В следующем году он появился в фильме Ginger in the Morning, совместно с Сисси Спейсек. Также снялся в фильмах Mr. Sycamore (1975) и Dixie Dynamite (1976).
Миллер написал сценарий и снялся в фильме Savannah Smile (1982). Также, совместно со Слимом Пикенсоном, участвовал в съёмках фильма Christmas Mountain.
Миллер развелся с художником по костюмам и публицистом Беатрисой Эмидаун. Имел трёх дочерей: Марису, Саванну (в честь которой назван фильм Savannah Smiles и которая сыграла небольшую роль в фильме) и актрису Пенелопу Энн Миллер. В 1976 году женился на Барбаре Стангер, однако в 1998 году развёлся.
Миллер ушёл из Голливуда в конце 1990-х годов и переехал в Таос, Нью-Мексико вместе с Барбарой Стангер ещё до развода. В 2010 году написал пьесу «Amorous Crossings», главную роль которой исполнила звезда сериала МЭШ Лоретта Свит. Премьера состоялась в театре Альгамбра в Джексонвилле, штат Флорида. Постановка пользовалась успехом четыре недели. В 2014 году Миллер переехал в Лос-Анджелес. Там он сформировал производственную компанию Gypsy Moon Entertainment.

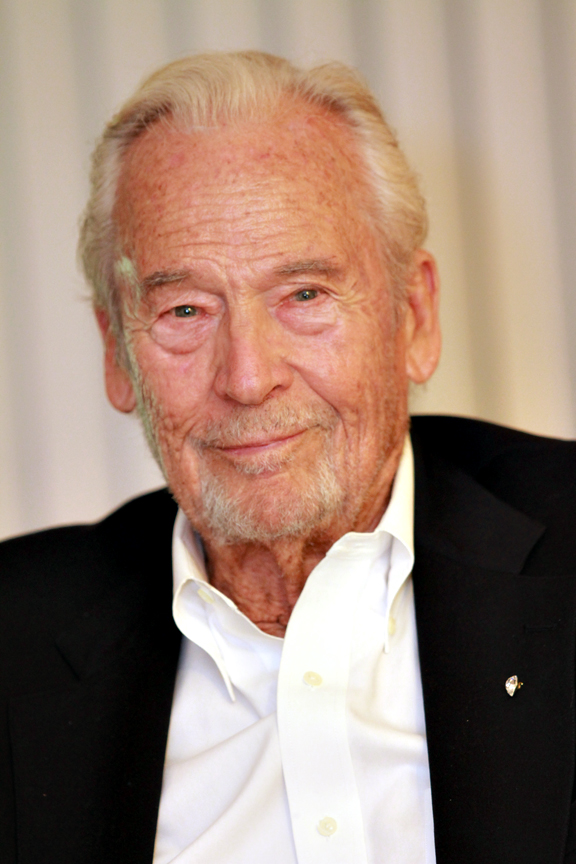
Марк Миллер в 2015 году

Скончался 9 сентября 2022 года.